# Shankargarh
Shankargarh är en ort i Indien.   Den ligger i distriktet Allahabad och delstaten Uttar Pradesh, i den centrala delen av landet, 600 km sydost om huvudstaden New Delhi. Shankargarh ligger 136 meter över havet och antalet invånare är 14 137.
Terrängen runt Shankargarh är platt. Runt Shankargarh är det tätbefolkat, med 411 invånare per kvadratkilometer. Det finns inga andra samhällen i närheten. Trakten runt Shankargarh består till största delen av jordbruksmark.